# 't Meulke
 't Meulke, ook Molen Verbeek of Leumolen, is een watermolen op de Witbeek te Ophoven, gelegen aan Donkstraat 93.
De molen, die als korenmolen fungeerde, was een onderslagmolen. De vergunning tot de bouw werd verleend in 1846. In 1871 werd de molen verkocht aan Frans Verbeek-Coenen, die ook de Lemmensmolen liet bouwen.
Omstreeks 1950 vond op de molen een dodelijk ongeluk plaats, waarna hij werd stilgelegd. Het waterrad werd verwijderd en het bakstenen gebouw raakte in verval, hoewel binnenin nog één steenkoppel aanwezig bleef.
De beek werd rechtgetrokken, waardoor de molen niet meer aan het water ligt. Het gebouw is vervallen, maar wordt mogelijk gerenoveerd.
- Inventaris van het Bouwkundig Erfgoed (Vlaanderen): 73169